# Johanna Lüttge
Johanna Lüttge, verheiratete Langer, geschiedene Hübner (* 20. März 1936 in Gebesee, Thüringen; † 14. November 2022 in Leipzig, Sachsen), war eine deutsche Leichtathletin, die in den 1950er und 1960er Jahren – für die DDR startend – zu den weltbesten Kugelstoßerinnen gehörte.

## Karriere
Johanna Lüttge besuchte als Jugendliche das Internat der Deutschen Hochschule für Körperkultur in Leipzig. Dort trainierte sie neben ihrem Studium bei Karl-Heinz Bauersfeld. Bei den Olympischen Spielen 1956 in Melbourne belegte Lüttge den 11. Platz. Zwei Jahre später wurde sie bei den Europameisterschaften in Stockholm mit einer Weite von 15,19 m Vierte. Nach Silber 1955 und 1956 bei den DDR-Meisterschaften, wurde sie von 1957 bis 1960 viermal in Folge DDR-Meisterin. Ihr größter Erfolg war die Silbermedaille bei den Olympischen Spielen 1960 in Rom, wo sie in der gemeinsamen deutschen Mannschaft antrat (16,21 – 15,59 – 15,74 – 15,20 – 15,40 – 16,61 m). Ein Jahr zuvor hatte Lüttge am 4. Juli in Moskau mit 16,12 m als erste Deutsche die 16-Meter-Marke übertroffen. Auch bei ihrer zweiten EM-Teilnahme 1962 belegte Lüttge erneut Platz vier mit einer Weite von 15,97 m. Bei ihrer dritten Olympiateilnahme in Tokio 1964 wurde sie mit einer Weite von 15,77 m Neunte.

## Privates
1964 heiratete sie den Hürdenläufer Horst Hübner und trat fortan als Johanna Hübner an. Später ließ sie sich scheiden und heiratete den Kugelstoßer Rudolf Langer.

## Auszeichnungen
- 1960: Vaterländischer Verdienstorden in Bronze

## Darstellung Johanna Lüttges in der bildenden Kunst der DDR
- Ludwig Engelhardt: Johanna Lüttge/Kugelstoßerin (Statue, Bronze, Höhe: 2,30 m, 1966)[1]